# Janine Kirstein
Janine Kirstein (* 11. Oktober 1978 in Cottbus) ist eine deutsche Biochemikerin und Hochschullehrerin an der Friedrich-Schiller-Universität Jena.

## Leben und Wirken
Kirstein studierte ab 1998 Biologie an der Universität Greifswald, wo sie 2003 ihr Diplom erwarb. Anschließend war sie als Doktorandin am Zentrum für Molekulare Biologie Heidelberg und an der Freien Universität Berlin tätig. 2007 wurde sie in Berlin mit der Schrift Regulation of the AAA+ protein ClpC by adaptor proteins zur Dr. rer. nat. promoviert. Anschließend war sie für ein halbes Jahr als Postdoktorandin an der Freien Universität Berlin tätig, bevor sie mit einem HFSP-Stipendium an die Northwestern University nach Evanston wechselte. Ab 2009 war sie dort als Lecturer tätig. 2013 kehrte sie nach Deutschland zurück, wo sie am Leibniz-Forschungsinstitut für Molekulare Pharmakologie in Berlin Juniorgruppenleiterin einer Forschungsgruppe wurde. Ihre Arbeiten wurden durch Drittmittel eines Schwerpunktprogramms und eines Sonderforschungsbereichs der Deutschen Forschungsgemeinschaft gefördert. 2019 nahm sie einen Ruf als W2-Professorin am Lehrstuhl für Zellbiologie an der Universität Bremen an. 2023 wechselte sie auf den Lehrstuhl für Biochemie des Alterns an die Universität Jena und leitet gleichzeitig eine Forschungsgruppe am Leibniz-Institut für Alternsforschung in Jena.
Kirsteins Forschungsschwerpunkte liegen vor allem im Bereich der neurodegenerativen Erkrankungen wie der Alzheimer-Krankheit und der Chorea Huntington. Hierbei fokussiert sie sich vor allem auf Störungen im Protein-Stoffwechsel, die letztlich ganze Hirnareale absterben lassen. Dabei gilt das Hauptaugenmerk der Erforschung und Stärkung von Chaperonen, wobei sie ihre Versuche hauptsächlich an Caenorhabditis elegans durchführt. In diesen Bereichen hat Kirstein zahlreiche Beiträge in Fachzeitschriften verfasst.
Kirstein ist verheiratet und Mutter eines Kindes.